# Stanislao Campana
Stanislao Campana (Panocchia, 1795 – Parma, 22 maggio 1864) è stato un pittore italiano.

## Biografia
Studiò a Parma presso l'Accademia, sotto Biagio Martini, e a Roma, in seguito all'aggiudicazione di una borsa di studio grazie alla Morte di Meleagro, di proprietà dell'Accademia di belle arti di Parma.
Tornato a Parma, nel 1828 dipinse gli episodi delle opere di Torquato Tasso per decorare la sala principale della Biblioteca Palatina. Realizzò una pala d'altare raffigurante la Madonna con Bambino in trono con San Michele e San Gemignano, d'evidente ispirazione rinascimentale, per la chiesa di San Michele dell'Arco, e nel 1835 una Deposizione commissionata dalla duchessa Maria Luigia ed esposta presso il Palazzo Vescovile. Nel 1832 diventò professore presso l'Accademia di Belle Arti e nel 1847 sovrintendente delle Gallerie Ducali.
Parma gli ha intitolato una strada a Panocchia, la frazione che gli diede i natali.

## Opere (elenco parziale)
- Morte di Meleagro, 1822, Parma, Accademia di belle arti[senza fonte];
- Il profeta Ezechiele, 1824, Parma, Accademia di belle arti[senza fonte].